# Plaza del Emperador Carlos V
La Plaza del Emperador Carlos V è una piazza di Madrid intitolata all'imperatore Carlo V, comunemente chiamata Plaza de Atocha perché vi si trova la stazione ferroviaria di Madrid Atocha.
La piazza ha una lunga forma rettangolare con una grande rotonda ad una delle sue estremità, al centro della quale si trova una delle due fontane di Madrid conosciute come Fuente de la Alcachofa (in italiano Fontana del Carciofo), l'altra si trova all'interno del Parco del Retiro.
Importanti punti di riferimento della piazza sono il Museo Nacional Centro de Arte Reina Sofía e il Palacio de Fomento. 
Nei pressi della piazza si trova la fermata Estación del Arte della linea 1 della metropolitana di Madrid.